# 中西進
中西進（日语：／ Nakanishi Susumu，1929年8月21日—）是日本文学学者、主要研究《万叶集》，东京大学文学系毕业，曾在普林斯顿大学担任客座讲师。